# Sutterella wadsworthensis
Sutterella wadsworthensis es una bacteria gramnegativa del género Sutterella. Fue descrita en el año 1996, es la especie tipo. Su etimología hace referencia a Wadsworth, en Estados Unidos. Es gramnegativa, anaerobia estricta e inmóvil. Tiene un tamaño de 0,5-1 μm de ancho por 1-3 μm de largo. Catalasa y oxidasa positivas. Se ha aislado de muestras clínicas. Además, se han descrito casos de bacteriemia secundaria a infecciones abdominales por esta especie.